# Скелет (компјутерско програмирање)
Скелетно програмирање је стил рачунарског програмирања заснован на једноставним програмским структурама високог нивоа и тзв. Лажном коду. Програмски скелети подсећају на псеудокодове, који омогућавају разраду, компилацију и тестирање кода. Dummy code се имплементира у програмски скелет како би симулирао обраду и избегао поруку о грешкама у  компилацији. Може укључити празне декларације функција или функције које враћају тачан резултат само за једноставан тест случај где је очекиван одговор кода познат.
Програмирање скелета олакшава приступ техником одозго према доле, где је дизајниран и кодиран делимично функционалан систем са комплетним структурама високог нивоа, а овај систем се прогресивно проширује и испуњава захтеве пројекта. Програмски скелети се понекада користе и за алгоритме високог нивоа. Програмски скелет може се такође користити као шаблон који одражава синтаксу и структуре које се обично користе у широком распону проблема.
Програми скелета користе се у шаблону дизајна методе коришћења у објектно-оријентисаном програмирању. Код објектно оријентисаног програмирања, лажни код одговара апстрактној методи, методи пикавца или Mook објекту. У Јава номенклатури (Java remote method invocation), стуб комуницира на страни клијента са скелетом на страни сервера.
Класа скелет је контекст класе која се користи у софтверском инжењерству. Садржи опис улога класе и описује сврхе променљивих и метода, али их не примењује. Класе се касније имплементирају из скелета.